# Пожар в психоневрологическом интернате «Оксочи»
Пожар в психоневрологическом интернате «Оксочи» произошёл в ночь на 13 сентября 2013 года в Маловишерском районе Новгородской области. В результате погибли 37 человек.

## Ход событий
В 02:52 по МСК произошло возгорание в одноэтажном здании психоневрологического интерната (в мужском отделении). К месту пожара выехали 11 человек личного состава и 4 единицы техники. На момент прибытия пожарного расчёта огнём был объят спальный корпус мужского отделения психоневрологического диспансера на площади 670 м².
В момент возгорания в здании находились около 60 человек, немногим менее половины были оперативно эвакуированы.
Из Новгорода к месту происшествия выехали следственно-оперативная группа и руководство управления МВД. На помощь новгородским спасателям направились спасатели из Петербурга. Возгорание было ликвидировано спустя три часа.

## Расследование и последствия
Виновником пожара в психоневрологическом интернате под Новгородом, по предварительным данным, стал пациент, который поджёг себя и своё спальное место.
В то же время в правоохранительных органах заявили, что версия поджога не является единственной. Помимо неё рассматривается, в частности, неосторожное курение и короткое замыкание.
В начале февраля 2015 года бывший директор интерната Сайгидгосен Магомедов и бывший главный инженер по технике безопасности и охране труда учреждения Александр Куликов были признаны виновными в нарушении требований охраны труда и пожарной безопасности. Магомедов, кроме того, был осуждён за оказание услуг, не отвечающих требованиям безопасности.
Первое новое здание интерната было открыто в соседней деревне Подгорное в конце 2013 года. В начале 2015 года вступил в строй корпус на 80 человек, полностью построенный на деньги Вячеслава Моше Кантора, главы холдинга «Акрон» и известного общественного деятеля.

## Память
Санитарка Юлия Ануфриева, которая погибла во время пожара, спасая людей, посмертно представлена к Ордену Мужества. У неё остались четверо детей и муж, её семья получила из бюджета миллион рублей.
Рядом с пожарищем установлен деревянный крест в память о жертвах пожара.